# 教宗欧瑟比
教宗聖恩彪（拉丁語：Sanctus Eusebius PP.）自309年4月18日至8月17日为教宗。

## 譯名列表
- 歐瑟伯：信仰通讯社-圣座万民福音传播部 （页面存档备份，存于）作歐瑟伯。
- ：梵蒂冈广播电台作。
- ：香港天主教教區檔案　歷任教宗作。